# سييرا دي يغواس
بلدية سييرا دي يغواس (بالإسبانية: Sierra de Yeguas) هي بلدية تقع في مقاطعة مالقة التابعة لمنطقة أندلوسيا جنوب إسبانيا.

## الديموغرافيا
بلغ عدد سكان بلدية سييرا دي يغواس 3.552 نسمة عام 2011 (وفقاً للمعهد الوطني الإسباني للإحصاء).
| 3.203 | 3.218 | 3.237 | 3.367 | 3.487 | 3.566 | 3.552 |

## أعلام
- فرنسيسكو أرياس سوليس